# Pryderi

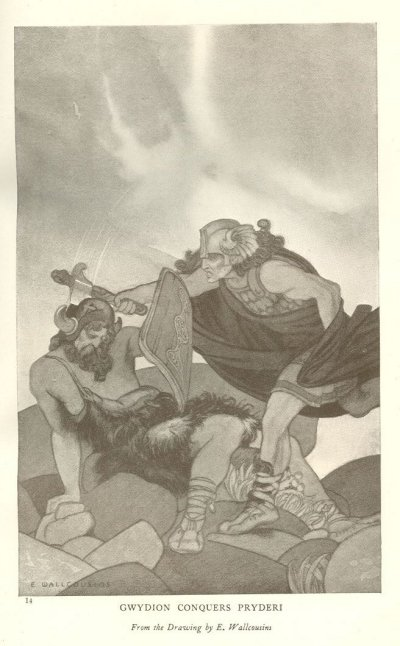

Nella mitologia gallese Pryderi è il figlio di Pwyll e di Rhiannon e re del Dyfed. È l'unico personaggio ad apparire in tutti i Quattro Rami del Mabinogion, anche se non è un personaggio maggiore.
Nel Primo Ramo del Mabinogion Pryderi scompare nella notte della sua nascita, mentre è accudito da sei dame d'onore di Rhiannon. Per evitare la colpa, macchiano col sangue di un cucciolo Rhiannon mentre dorme e poi sostengono che lei ha mangiato il bambino. 
Il bambino appare davanti alle stalle di Teyrnon, che ha tagliato la zampa ad una misteriosa creatura che veniva a prendere i puledri nati dalla sua cavalla ogni anno. Teyrnon e sua moglie adottano il bambino e lo chiamano Gwri Wallt Euryn (Gwri dai Capelli d'Oro). Il bambino cresce precocemente: dopo sette anni diventa adulto e riceve il puledro nato la notte del suo ritrovamento. Teyrnon capisce di chi è figlio e lo riporta a Pwyll e Rhiannon che lo chiamano Pryderi ("Preoccupazione").
Nel Secondo Ramo del Mabinogion Pryderi fa parte della grande schiera che segue Brân il Benedetto nell'invasione dell'Irlanda ed è uno dei soli sette britanni a ritornare in Galles.
Nel Terzo Ramo del Mabinogion Pryderi sposa Cigfa e diventa re di Dyfed dopo la morte di Pwyll. Allora invita Manawydan a vivere con lui e a sposare la madre Rhiannon. Subito dopo Pryderi, Cigfa, Manawydan e Rhiannon salgono su una collina magica. Quando la discendono, il Dyfed diventa una terra sterile dove gli abitanti sono scomparsi. Pryderi e Manawydan viaggiano in Inghilterra per guadagnare col commercio, ma in ogni città vengono allontanati dai commercianti locali per risentimento verso le loro abilità superiori. Tornati in Dyfed, Manawydan e Pryderi vanno a caccia e avvistano un cinghiale bianco. Lo inseguono. L'animale li conduce ad un castello incantato. Prydery entra, tocca una coppa d'oro e resta immobilizzato. Non vedendolo ritornare, Rhiannon si mette alla sua ricerca. Quando lo trova, entra anche lei nel castello incantato, tocca la coppa d'oro e rimane immobile. Il castello scompare.
In seguito il raccolto di grano di Manawydan viene mangiato da un gran numero di topi. Manawydan ne cattura uno lento e grasso. Lo processa e lo condanna all'impiccagione per furto. Prima un chierico, poi un prete ed infine un vescovo intercedono per salvare il condannato, ma invano. Manawydan lo salverà solo se il vescovo toglierà la maledizione dal Dyfed. Il vescovo accetta e si rivela essere Llaw ap Cil Coed. Svela che il topo è sua moglie incinta Gwenaby e che i topi sono i suoi servitori trasformati da un incantesimo per distruggere il suo raccolto. Llaw ha maledetto il regno di Pryderi per vendicare l'umiliazione del suo amico Gwawl subita da Pwyll e Rhiannon. Manawydan libera Gwenaby e Llaw fa riapparire Pryderi, Rhiannon, gli abitanti del Dyfed e riporta in vita il raccolto.
Nel Quarto Ramo del Mabinogion i maiali di Pryderi vengono rubati con un trucco da Gwydion, causando una guerra tra Pryderi e Math fab Mathonwy. Per evitare un inutile spargimento di sangue, si stabilisce che la battaglia dipenderà dal vincitore del duello tra Gwydion e Pryderi. I due contendenti si scontrano in un posto chiamato "Y Velen Rhyd" in Ardudwy e Gwydion uccide Pryderi.